# Joseph D. Morelle
Pour les articles homonymes, voir Morelle (homonymie).
Joseph D. Morelle, né le 29 avril 1957 à Utica (New York), est un homme politique américain, membre du Parti démocrate.

## Biographie

### Carrière dans l'État de New York

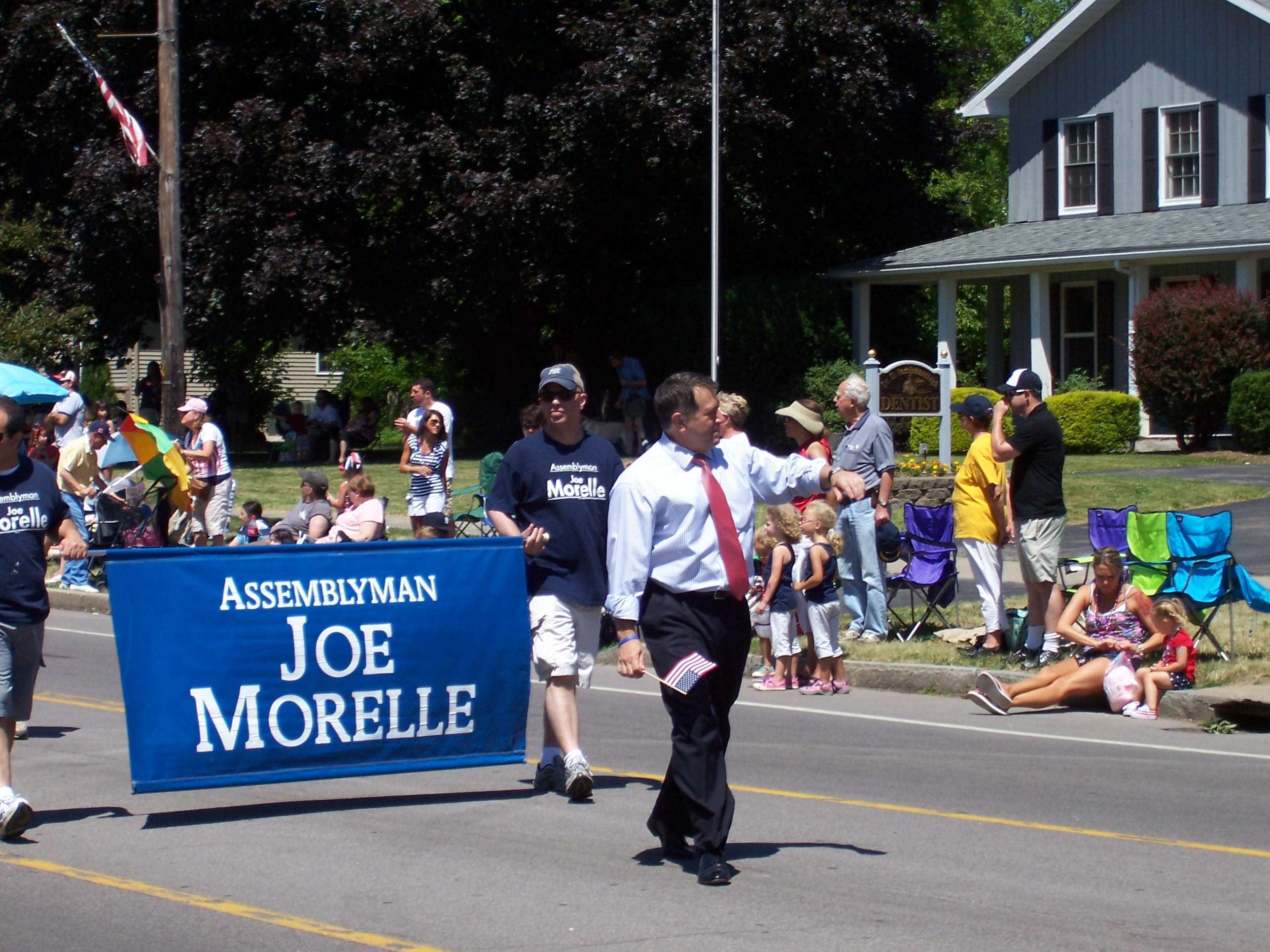
Morelle lors du défilé du 4 juillet 2011 à Irondequoit.

Morelle grandit à Irondequoit, dans la banlieue de Rochester. Diplômé en sciences politiques de l'université d'État de New York à Geneseo en 1979, il devient l'assistant parlementaire d'un sénateur local démocrate.
À 24 ans, encouragé par la députée Louise Slaughter, il se présente à la législature du comté de Monroe. Il est battu par le républicain Samuel Soprano mais remporte le 16e district deux ans plus tard en battant Soprano. Il est réélu et devient vice-président de la législature.
En 1988, Morelle est candidat à l'Assemblée de l'État de New York dans le 132e district. Le républicain sortant Pinny Cooke remporte l'élection avec 747 voix d'avance sur plus de 60 000 bulletins. Morelle est élu député deux ans plus tard mais son élection est entachée d'irrégularités. Il est réélu à plusieurs reprises et est désigné chef de la majorité démocrate au sein de l'Assemblée en 2013.

### Carrière fédérale
En mars 2018, après le décès de Slaughter, il annonce sa candidature à la Chambre des représentants des États-Unis en présence de la fille de Slaughter et de Lovely Warren, la maire de Rochester, principale ville du 25e district de l'État de New York. Misant notamment sur son expérience, il est considéré comme le favori de la primaire et de l'élection générale de novembre. Le 27 juin 2018, il arrive en tête de la primaire avec 45 % des suffrages, devant la présentatrice télé Rachel Barnhart (20 %), le vice-président du conseil municipal de Rochester Adam McFadden (18 %) et la conseillère municipale de Brighton Robin Wilt (17 %),. Le 6 novembre, il est élu représentant avec 58 % des voix face au républicain Jim Maxwell. Il prête serment la semaine suivante pour terminer le mandat de Slaughter.
En juillet 2024, lors d'une réunion virtuelle des élus démocrates de la Chambre, il fait partie des élus à se prononcer pour un retrait de Joe Biden de l'élection présidentielle de novembre.